# Пробищип (община)
Пробищип (на македонска литературна норма: Општина Пробиштип) е община, разположена в източната част на Северна Македония. Известна е с рудника „Злетово“ и рударско-преработвателната си промишеност. Център на общината е град Пробищип, като освен него в общината влизат още 35 села. Община Пробищип има площ от 325,57 km² и гъстота на населението от 49,74 жители на km².

## Структура на населението
Според преброяването от 2002 година община Пробищип има 16 193 жители.
| Етническа принадлежност | Процент | Брой   |
| ----------------------- | ------- | ------ |
| северномакедонци        | 98,66%  | 15 977 |
| албанци                 | 0,00%   | 0      |
| турци                   | 0,04%   | 6      |
| роми                    | 0,23%   | 37     |
| власи                   | 0,23%   | 37     |
| сърби                   | 0,55%   | 89     |
| бошняци                 | 0,01%   | 1      |
| други                   | 0,28%   | 46     |